# Stefan Łabanowski
Stefan Łabanowski (ur. 15 października 1979 w Krakowie) – polski pianista.

## Życiorys
Ukończył Państwową Szkołę Muzyczną II stopnia im. Władysława Żeleńskiego w Krakowie w klasie fortepianu Anny Szyniarowskiej oraz Akademię Muzyczną im. Karola Szymanowskiego w Katowicach w klasie fortepianu prof. Andrzeja Jasińskiego (2002), pod kierunkiem którego odbył także studia podyplomowe. Uczestniczył również w mistrzowskich kursach pianistycznych prowadzonych przez Kevina Kennera. Ukończył studia doktoranckie pod opieką artystyczną prof. Bronisławy Kawalli w Uniwersytecie Muzycznym Fryderyka Chopina w Warszawie, gdzie w 2012 roku zrealizował doktorat w specjalności: gra na fortepianie, uzyskując stopień doktora sztuki muzycznej.
Jest laureatem ogólnopolskich i międzynarodowych konkursów pianistycznych, m.in.: I nagrody na Ogólnopolskim Konkursie Pianistycznym EPTA (Kraków, 1994), I nagrody oraz nagrody specjalnej na III Międzynarodowym Konkursie „Citta di Guardiagrelle” (Włochy, 2004), II nagrody na Międzynarodowym Konkursie Pianistycznym im. Igora Strawińskiego w Champaign-Urbana (USA), II nagrody na Ogólnopolskim Konkursie Pianistycznym „Gdańska Wiosna” w Gdańsku, III nagrody na Ogólnopolskim Konkursie Pianistycznym im. J.S. Bacha w Gorzowie Wielkopolskim. Jest również finalistą XXVII Międzynarodowego Konkursu Pianistycznego „Citta di Sulmona” (Włochy, 2003).
Koncertował w Polsce, USA, Francji, Niemczech i na Ukrainie, występował także na festiwalach muzycznych, m.in.: na V Festiwalu Laureatów Konkursów Muzycznych w Bydgoszczy (2000), na VII Międzynarodowym Festiwalu Kameralistyki Ensemble w Wałbrzychu (2010), na Festiwalu Spotkań Kultur Caper Lublinensis, organizowanym przez Filharmonię im. H. Wieniawskiego w Lublinie (2011), na IV Międzynarodowym Festiwalu Braci Wieniawskich, odbywającym się także w Filharmonii im. H. Wieniawskiego w Lublinie (2017).
Nagrywa dla Acte Préalable, która wydała jego albumy (CD i DVD) z muzyką fortepianową Antoniego Stolpego (światowa premiera fonograficzna), Fryderyka Chopina, Wolfganga Amadeusza Mozarta, Roberta Schumanna, Claude'a Debussy'ego, Maurice'a Ravela i Siergieja Prokofjewa.
Jest autorem trzech publikacji: artykułu „Z zagadnień pracy pianisty” w książce Ćwiczenie w rozwoju i działalności muzyka wykonawcy, Teoria-Badania-Praktyka (Uniwersytet Muzyczny Fryderyka Chopina, Warszawa, 2009), artykułu „Muzyka jako sztuka i przedsztuka” w książce Muzyka współczesna i jej tożsamości (Uniwersytet Muzyczny Fryderyka Chopina, Warszawa, 2010) oraz artykułu „Antoni Stolpe – kompozytor zapomniany” w książce Teraz musicie całkiem przestawić myślenie: 35 spojrzeń na muzykę i muzyków (Uniwersytet Muzyczny Fryderyka Chopina, Warszawa, 2016), który powstał w oparciu o referat wygłoszony na konferencji „Problem wartości w refleksji o muzyce polskiej”, zorganizowanej przez Uniwersytet Muzyczny Fryderyka Chopina w Warszawie w roku 2007.
Otrzymał nagrody i stypendia, m.in.: Stypendium Twórcze Ministra Kultury i Dziedzictwa Narodowego (2009), Nagrodę Edukacyjną Miasta Krakowa (1997), Nagrodę Fundacji Kościuszkowskiej (Chicago, USA, 1995), Stypendium Twórcze Miasta Krakowa (1994), Stypendium Fundacji Kultury Polskiej. Przez cztery lata (1992–1995) był stypendystą Krajowego Funduszu na Rzecz Dzieci.